# Ebbaba Hameida
Ebbaba Hameida Hafed (Campamentos de refugiados de Tinduf, 1992) es una periodista y escritora saharaui. Redactora de RTVE con trabajos sobre migración y sobre derechos de las mujeres. Desde mayo de 2020 es miembro de la junta directiva de la sección española de Reporteros Sin Fronteras. En marzo de 2019 fue una de las portavoces del movimiento de mujeres periodistas, junto a Carmen Sarmiento, Diana Aller y Rosa Alcázar, reclamando un periodismo profesional evitando los estereotipos y el sexismo y reclamando extremo cuidado al informar sobre la violencia contra las mujeres. En 2022 fue la primera mujer saharaui en conseguir un doctorado cum laude en Periodismo. En 2025 publicó la novela "Flores de papel" en la que narra la historia del pueblo saharaui a través del testimonio de tres mujeres, con elementos autobiográficos.    

## Biografía
Nació en los campamentos de refugiados saharauis de Tinduf en Argelia, en el campamento llamado Hagunia, de donde salió a los 5 años por motivos de salud, ya que para una niña celíaca era difícil que sobreviviera en el desierto. Se trasladó primero a Roma con una familia de acogida italiana, país en el que vivió 9 años. Decidió regresar a los campamentos de refugiados para no renunciar a sus raíces, pero dadas las condiciones extremas de los campamentos de refugiados y la falta de alimentación adecuada para su celiaquía se trasladó esta vez a España donde en 2008 fue inicialmente acogida por una familia de Don Benito, en le provincia de Badajoz y donde estableció su residencia.
Optó por estudiar periodismo porque la radio ha sido históricamente en los campamentos de refugiados de Tinduf el principal elemento de conexión con el exterior y desde siempre ha sido para ella un medio cercano para dar a conocer la situación del pueblo saharaui. Se matriculó en la Facultad de Ciencias de la Información de la Universidad Complutense de Madrid graduándose en 2015. Posteriormente, realizó un máster de periodismo en RTVE. En 2020-2021 preparó su doctorado sobre la situación de las mujeres en países de mayoría musulmana.
Desde 2018 trabaja en RTVE. Como informadora ha cubierto la guerra de Ucrania, las elecciones en Irán, los efectos del cambio climático en Somalia. También ha destacado por sus reportajes sobre inmigración -su conocimiento del árabe le ha facilitado el contacto directo con las personas migrantes- y de manera transversal por la situación de las mujeres. Idiomas: español, árabe, hassanía, italiano, francés e inglés.

## Trayectoria
El 16 de junio de 2014 participó en la 26 Sesión del Consejo de Derechos Humanos de las Naciones Unidas como representante de la organización International Youth and Student Movement for the United Nations (ISMUN) reclamando el derecho de la autodeterminación de los pueblos y de manera específica del pueblo saharaui y denunciando la situación de las mujeres saharauis y en general la situación de los Derechos Humanos en el Sáhara Occidental.
Durante su estancia en la universidad fue conductora del programa de radio Rysala Sáhara de la emisora de la Facultad de Ciencias de la Información sobre el día a día del conflicto del Sáhara Occidental.
En 2014 fue especialmente conocida por dirigir el documental Raíces y Clamor, donde refleja las dificultades de los jóvenes saharauis que estudian en España, la necesidad de búsqueda de raíces y el conflicto individual y personal al que se enfrentan… “Estemos donde estemos hay unas condiciones personales duras y ya no sólo a nivel material, sino psíquico”.
En 2016 fue una de las impulsoras de OpenSpain, un proyecto apoyado por Telefónica en el que un equipo compuesto por jóvenes de España, Siria, Irak, Irán, Venezuela y el Sáhara, desarrollaron una página web y una aplicación móvil en español, inglés y árabe, con información útil para las personas refugiadas que llegaban a España huyendo de la guerra y el horror en sus países de origen.
Tras su especialización en radio y televisión con un máster en RTVE en 2017 fue copresentadora del programa Atrevidos en Radio 3 con Marta Curiel participando en el proyecto Un micro para el Sahara.
En 2018 participó en el proyecto solidario impulsado por la ONG Leaozinho "La maleta amarilla" en Senegal para buscar material e instalar un estudio de radio en este país.
El 8 de marzo de 2019 Ebbaba fue una de las cuatro portavoces del movimiento de mujeres periodistas, junto a la veterana Carmen Sarmiento, Diana Aller y Rosa Alcázar, encargadas de leer el manifiesto reclamando un periodismo que se rija por criterios de profesionalidad evitando estereotipos sexistas, utilizando lenguaje inclusivo, reclamando extremo cuidado al informar sobre la violencia contra las mujeres.
En mayo de 2019 fue una de las invitadas de la sección española de Reporteros Sin Fronteras con motivo de la celebración del Día Mundial de la Libertad de Prensa.
De 2018 a 2020 fue redactora y locutora de RNE, colaboradora en el programa Efecto Doppler de RNE, en la sección "Ultravioleta" sobre los derechos de las mujeres y en el programa de TVE Cámara abierta 2.0  También ha colaborado en Planeta Futuro de El País y en FronteraD.
En mayo de 2020 fue elegida miembro de la junta directiva de la sección española de Reporteros sin Fronteras.
En diciembre de 2020 se incorporó a la redacción de RTVE, donde destacan sus trabajos sobre inmigración  y sobre derechos de las mujeres. En marzo de 2021 coordinó el proyecto "30 mujeres que están cambiando el mundo" en la web de RTVE.
En noviembre de 2021 recibió el Premio Desalambre en la categoría de Mejor crónica o reportaje escrito por su trabajo El dolor de Fátima, diez años sin noticias de su hijo desaparecido en el Mediterráneo, en Rtve.es. Los premios Desalambre son otorgados y organizados por elDiario.es para reconocer el trabajo de periodistas y organizadores sociales en defensa de los derechos humanos .Ese mismo año le fue concedido a la activista por los derechos de las trabajadoras del hogar Carolina Elías. 
En junio de 2022 recogió el Premio Especial de Dircom en reconocimiento a su labor como corresponsal en la guerra de Ucrania. En noviembre de 2022 ganó el premio Paco Rabal de periodismo cultural de la Fundación AISGE en la categoría Joven Promesa por su reportaje “Salvar el legado cultural ruso en Ucrania: El arte debe quedar al margen de la guerra”.
El 1 de diciembre de 2022 defendió su tesis La autonomía como forma de supervivencia de las mujeres en los países musulmanes ante los conflictos: identidad y visibilidad mediática, tesis dirigida por el profesor Joaquín Aguirre Romero. Fue calificada con sobresaliente cum laude, y se convirtió así en la primera mujer saharahui doctora cum laude en Periodismo.

### Flores de papel
En enero de 2025 publicó la novela "Flores de papel" en un relato generacional a través del cual narra la historia del pueblo saharaui a través del testimonio de tres mujeres: Aisha, Naima y Leila, nieta, madre y abuela. La ficción -ha explicado Ebbaba- tiene elementos autobiográficos. «Es un desnudo emocional y un recorrido por la historia del Sáhara. Me he dejado la piel y la he escrito con el corazón en la mano. Es la historia de mi abuela, de mi madre y la mía. Son tres personajes completamente distintos, pero les une la guerra, el exilio forzado, el haber sido arrancadas de su raíz. Al final, he descubierto que tenía mucho en común con mi madre y mi abuela.»
Con esta novela, Ebbaba escribe desde la empatía -explica- sobre una guerra con un tono diferente al de sus trabajos como periodista que cubre conflictos internacionales, también asumir la confrontación de las tradiciones culturales y los derechos de las mujeres: «Como mujer proveniente de un contexto cultural conservador, diferente al de donde vivo, sentía una cierta rabia hacia mi madre y mi abuela, por cómo me educaron, por sus exigencias de la mujer que yo tenía que ser, una buena mujer saharaui. Escribir sobre ellas, rebuscar en su historia e intentar meterme en su pellejo, ha sido un ejercicio de empatía. Venía de escribir otras guerras por mi trabajo: la de Ucrania, la realidad de Somalia, el conflicto en Gaza. Y descubrir que mi madre fue bombardeada con napalm y fósforo blanco fue muy difícil. Me di cuenta de que había otra guerra que yo tenía que contar. Ahora, cuando vuelvo al Sáhara, vuelvo siendo la mujer que yo soy: muy de aquí, más que de allí. Pero puedo mirar con distancia, abrazar esa raíz y hacerla parte de mí.» 

## Documental
- Raíces y clamor. (2014)  Guion y dirección: Ebbaba Hameida Hafed, Realización: Saad Jebbour Najda

## Publicaciones
- Flores de papel  2025 Editorial Península Ediciones  ISBN 978-84-1100-320-9

## Premios y reconocimientos
- 2021 Premio Desalambre en la categoría de Mejor crónica o reportaje escrito por su trabajo El dolor de Fátima, diez años sin noticias de su hijo desaparecido en el Mediterráneo [23]
- 2022 Premio Especial de Dircom en reconocimiento a su labor como corresponsal en la guerra de Ucrania [25]
- 2022 premio Paco Rabal de periodismo cultural de la Fundación AISGE en la categoría Joven Promesa.[26]
- 2023 VI Premio de Periodismo Feminista María Luz Morales por "Afganistán, un año después. La muerte en vida de las afganas bajo los talibanes"[27]